# بوبریتسش-هیلبرسدورف
بوبریتسش-هیلبرسدورف (به آلمانی: Bobritzsch-Hilbersdorf) یک شهر در آلمان است که در میتل‌زاکسن واقع شده‌است. بوبریتسش-هیلبرسدورف ۵٬۹۴۱ نفر جمعیت دارد.